# 1949 في تونس
فيما يلي قوائم الأحداث التي وقعت خلال عام 1949 في تونس.